# 首都圏マンション管理士会
一般社団法人東京都マンション管理士会　は、首都圏が地盤のマンション管理士会。会員数は600名程度。国や地方公共団体との関係を重視し、研修会、相談会の開催を通じて会員相互の交流、研さんを行っている。同会は、マンション管理士会の全国組織である日本マンション管理士会連合会の事務局を担当する。

## 概要
- 2002年11月15日 - 設立
- 2004年3月25日 - 有限責任中間法人
- 2008年12月1日 - 一般社団法人

- 初代理事長：岡﨑泰造
- 二代理事長：竹内幹吉
- 三代理事長：岡本光弘